# Saint-Sauvant (Vienne)
Saint-Sauvant is een gemeente in het Franse departement Vienne (regio Nouvelle-Aquitaine) en telt 1291 inwoners (1999). De plaats maakt deel uit van het arrondissement Poitiers.

## Geografie
De oppervlakte van Saint-Sauvant bedraagt 59,8 km², de bevolkingsdichtheid is 21,6 inwoners per km².
De onderstaande kaart toont de ligging van Saint-Sauvant (Vienne) met de belangrijkste infrastructuur en aangrenzende gemeenten.

## Demografie
Onderstaande figuur toont het verloop van het inwonertal (bron: INSEE-tellingen).